# هيموغلوبين A
هيموغلوبين A ويُدعى اختصارًا HbA، ورمزه α2β2، هو أكثر أنواع الهيموغلوبين رباعي القسيمات في الإنسان شيوعًا، حيثُ يُشكل 97% من هيموغلوبين كريات الدم الحمراء الكُلي. يتكون من سلسلتين ألفا وسلسلتين بيتا. يُسمى أيضًا هيموغلوبين البالغ أو هيموغلوبين كهلي.

## روابط خارجية
- Hemoglobin+A في المكتبة الوطنية الأمريكية للطب نظام فهرسة المواضيع الطبية (MeSH).